# Kőszeg
Kőszeg (Duits: Güns, Kroatisch: Kiseg) is een stad in Noord-Transdanubië in het westen van Hongarije in het comitaat Vas en ligt op 19 km ten noorden van Szombathely en 4 km van het Oostenrijkse grensdorp Mannersdorf an der Rabnitz. Kőszeg ligt nabij een 274 meter hoge heuvel.
Vanuit Sopron loopt een weg via Nagycenk naar Kőszeg. Deze weg loopt grotendeels langs de grens met Oostenrijk. Voor Kőszeg wordt het landschap gevarieerder, heuvelachtiger en bosrijker. De stad staat met zijn 154 historische gebouwen op de monumentenlijst op de 5e plaats in Hongarije, na Boedapest, Eger, Sopron en Pécs.
Het is een stad met veel bewaard gebleven historie, met winkels en terrassen.
Aan het Köztársaság-plein staan twee hotels, Irottkő en Arany Strucc ('Goldener Strauss', zo genoemd naar het gelijknamige Weense hotel). Aan het plein staat een monumentale kerk die eind 19e eeuw werd gebouwd.
De klokkentoren is 57 meter hoog. Binnen is een gotische monstrans te zien en vallen de mooie gebrandschilderde ramen op. De barokke 'Drievuldigheidszuil' midden op het plein is opgericht als herinnering aan de pest-epidemie in 1712.
Vanaf het plein gaat naar links de Városház utca (Raadhuisstraat) naar het Jurisisch tér. Dit plein is genoemd naar Miklós Jurisisch, die 400 jaar geleden de burcht met succes verdedigde tegen de Turken. In 1932 werd dit herdacht met de oprichting van de Hősi Kapu (Heldenpoort). Het is door deze poort dat men op het plein komt. Op het plein waar alle verkeer verboden is, zijn de huizen kleurrijk gerestaureerd. Links ervan staan de huizen waar vroeger de rijke burgers of de geestelijken woonden. Op nº 8 staat het vroegere raadhuis, uit het eind van de 14e eeuw. De kleine ramen zijn gotisch van oorsprong en de gevel is in barokstijl.
Het is nu een museum, evenals het huis nº 6, dat een middeleeuwse binnenplaats heeft. Huis nº 2 is het parochiehuis, dat mooi gerestaureerd is, donkergeel van kleur. Onder de dakpannen zijn versieringen aangebracht. Op het pleintje naast de kerk staat een Mariabron in laat-barok. Interessant is ook het uit de middeleeuwen stammende huis op nº 14. Op de binnenplaats en loggia's ziet men graffito's (muurschilderingen).
Rechts naast de 'Heldenpoort' staat een huis met arcaden, in het Hongaarse Lábasház, wat vertaald 'Huis op benen' betekent.
De huizen aan de rechterzijde van het plein dateren uit de 17e eeuw.
Ze zijn karakteristiek voor de binnenstad; smalle gevels met kleine, dubbele raampjes, niet meer dan vier in getal.
In de muur ligt de hoefijzervormige poort centraal.
Achter de poort is een portaal waaraan de brievenbussen en andere attributen zijn bevestigd. De binnenplaatsen daarachter worden gebruikt als opslagplaats en voor andere nuttige zaken, wat uiteraard ten koste gaat van de pittoreske sfeer. Naast de bron op het pleintje is de Szent Imre-Templom (Sint Emmerichkerk).
De in geel gerestaureerde kerk uit het begin van de 17e eeuw is van buiten aardig om zien. Van buiten onopvallend is hij juist binnen interessant door het veelhoekige koor in gotische stijl en de zitnissen met gotische bogen. Het barokke hoofdaltaar is bijna drie eeuwen oud. Verder vallen op het mooie Mariabeeld; uit hout gesneden, het kruisribgewelf en de fresco's in het zuidelijk schip.
Tegenover de hoofdingang van deze kerk begint de Chernel utca. Kálmán Chernel was een geleerde die hier werd geboren en over zijn geboortestad schreef. Het huis op nº 10 is het Chernelház, gebouwd in rococostijl. Het achterste gedeelte is aan de stadsmuur gebouwd.
De Burcht (Vár)
Via de Rájnis József utca, met aardige oude huizen, komt men bij de burcht. De burcht heeft de vorm van een onregelmatige vierhoek, met een toren op de noordelijke en zuidelijke hoek.
In 1532 hielden hier een honderdtal verdedigers stand tegen 70.000 Turken. Deze werden hierdoor gedwongen hun oprukken naar Wenen nog even uit te stellen. De burcht werd in later eeuw diverse keren verbouwd.
Nu bevinden er zich onder meer een toeristenhotel, een café, een museum en een cultuurhuis.
Langs de muur aan de buitenkant loopt de Várkörweg. Langs deze weg, aan de buitenzijde van de burcht ligt een wandelpark.

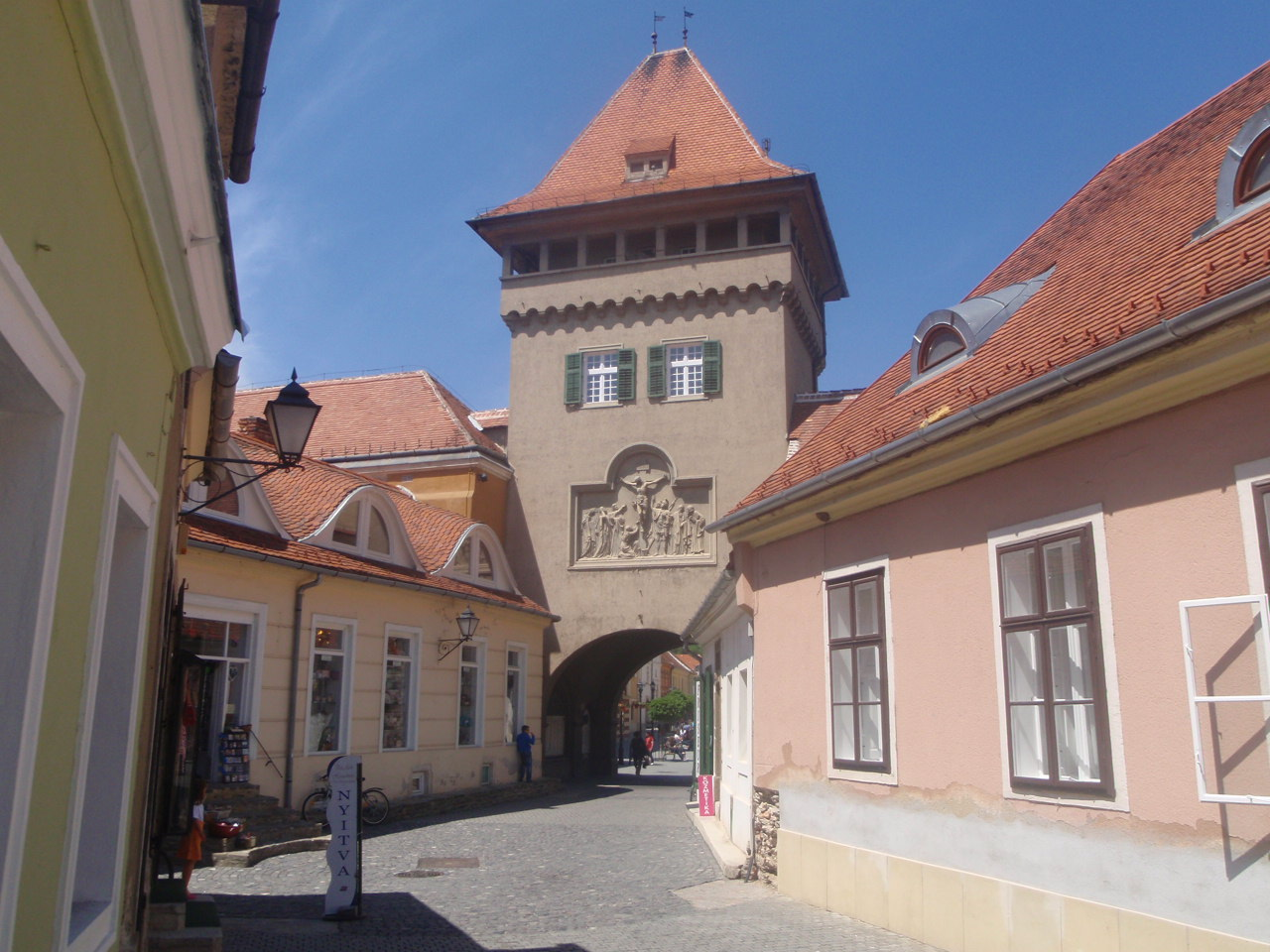
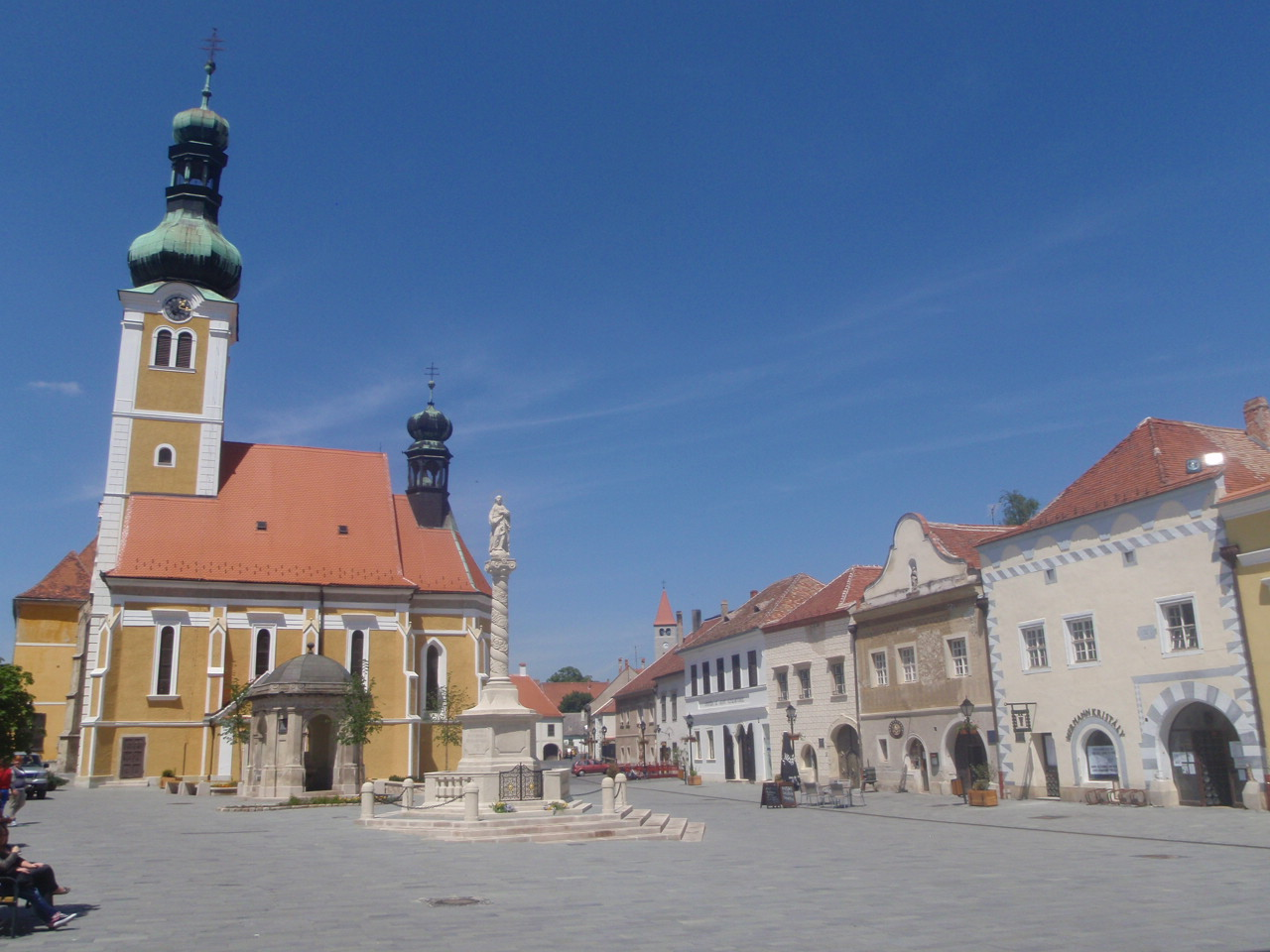
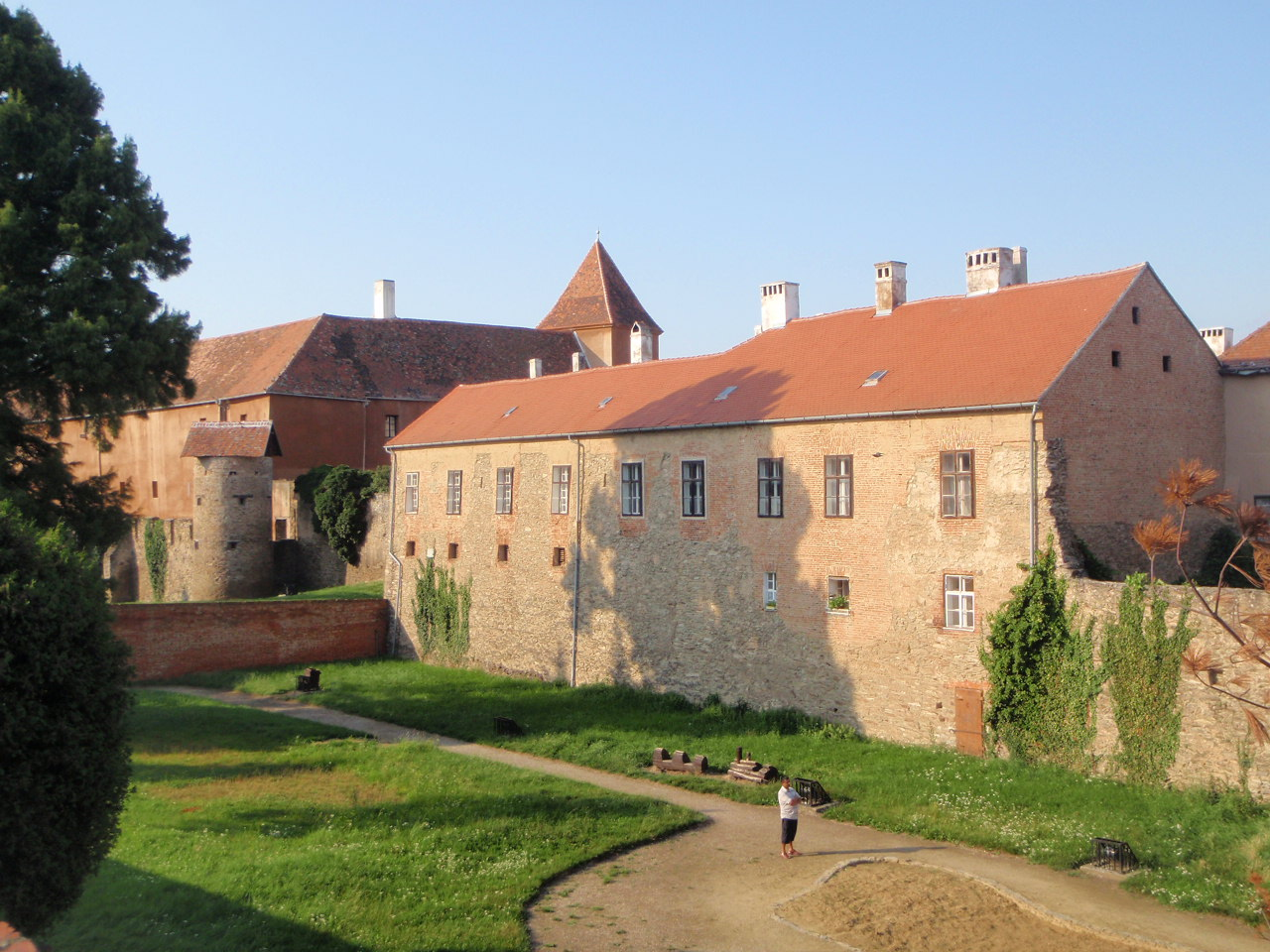
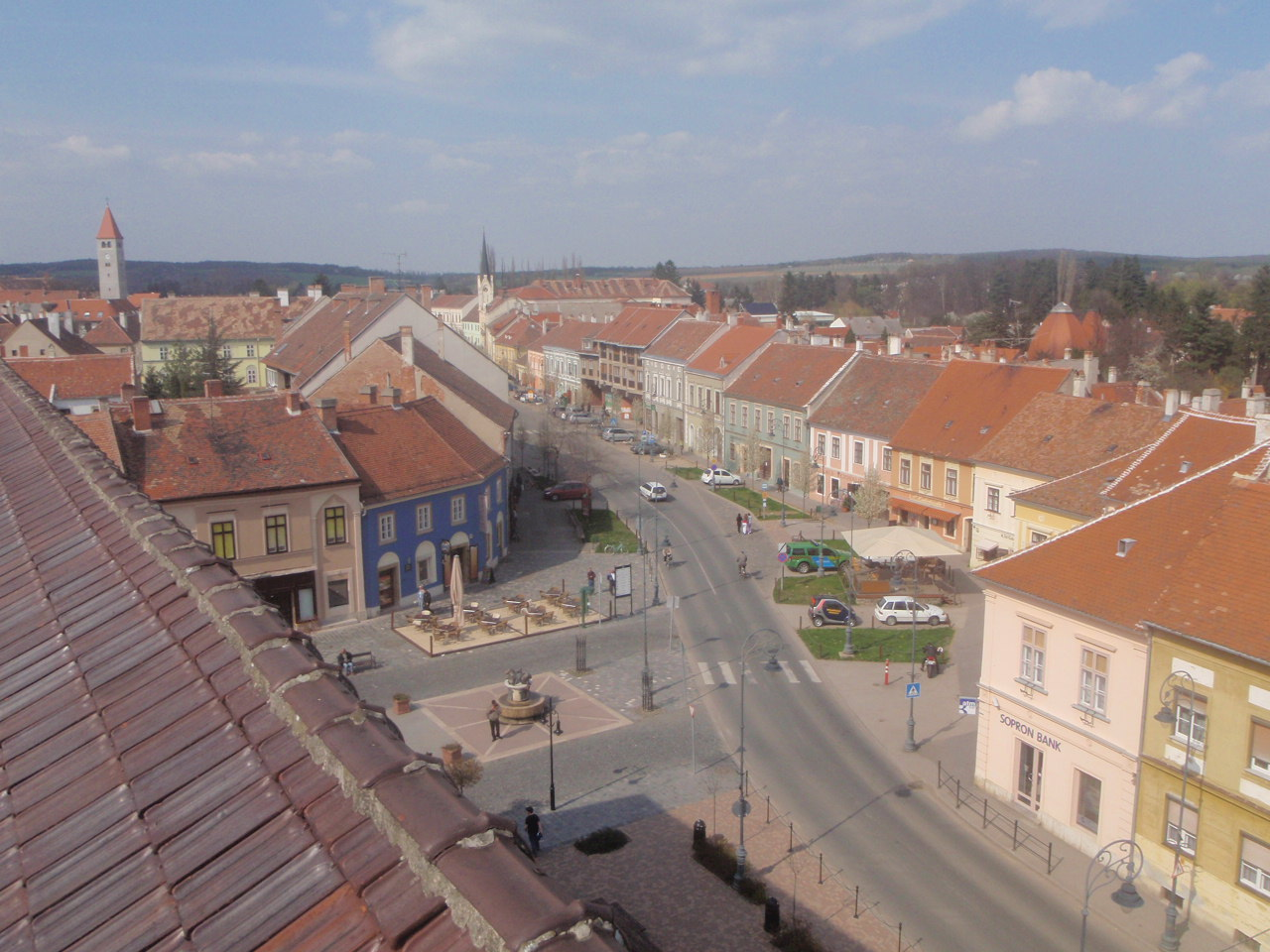
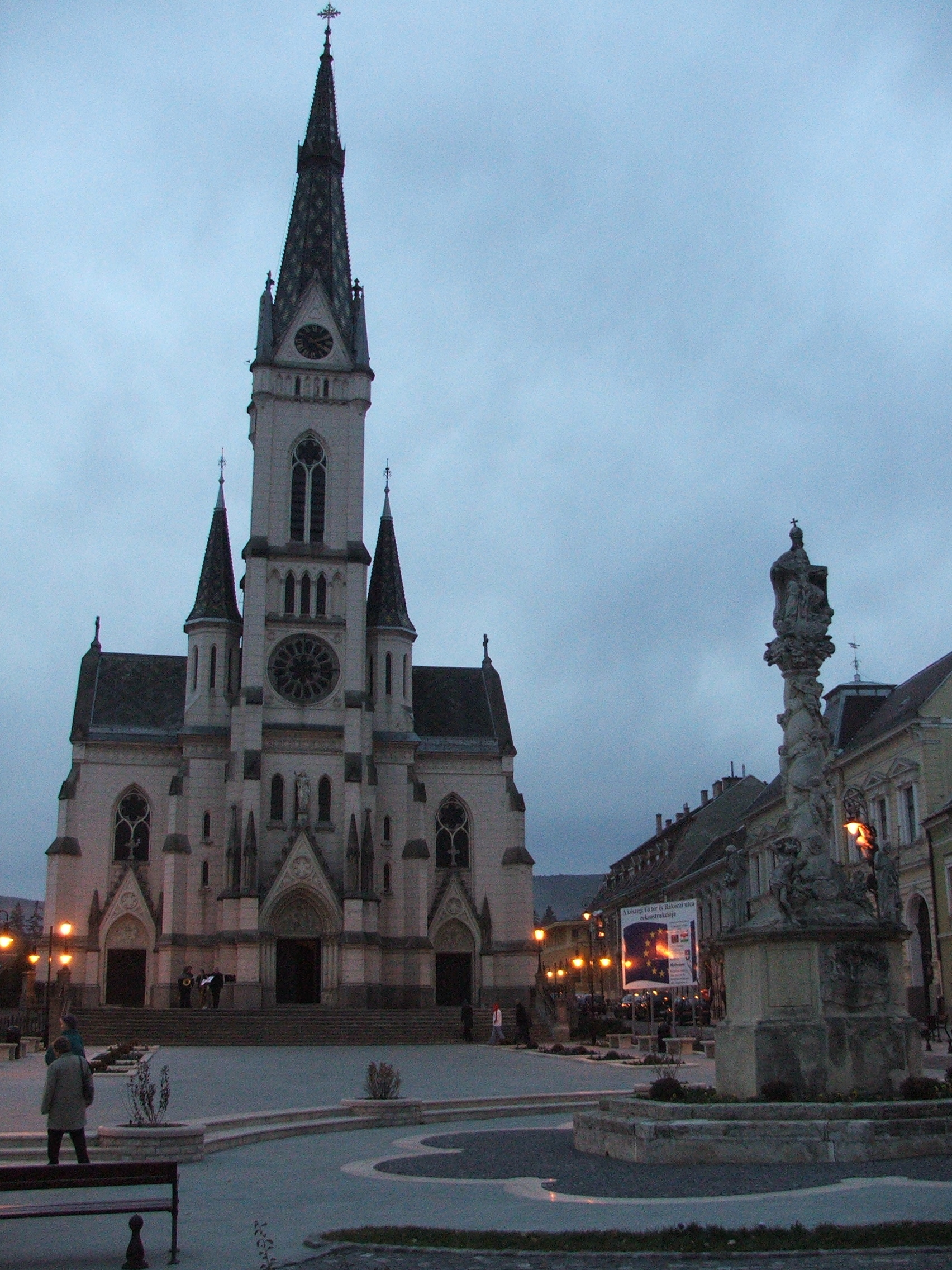
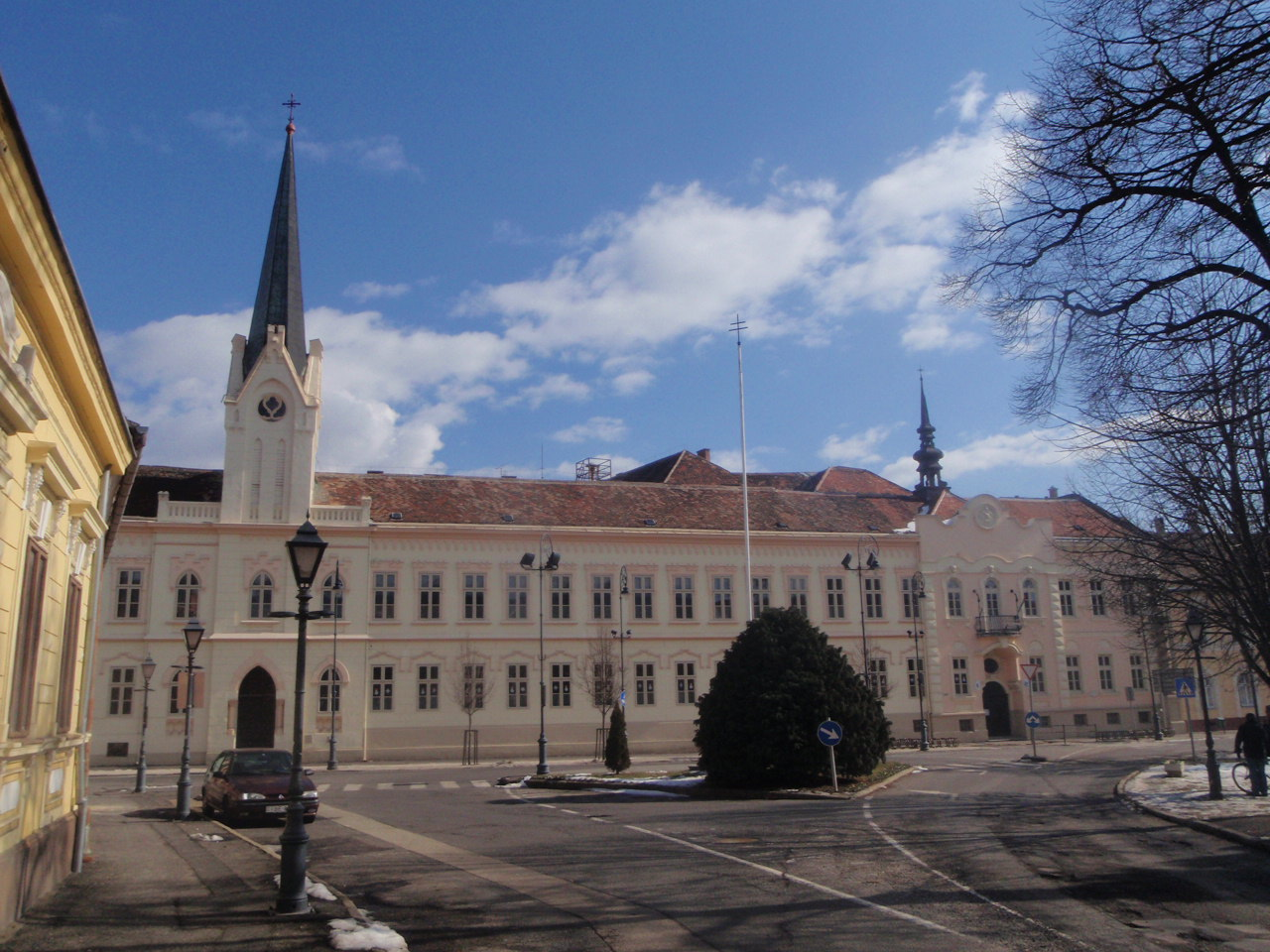
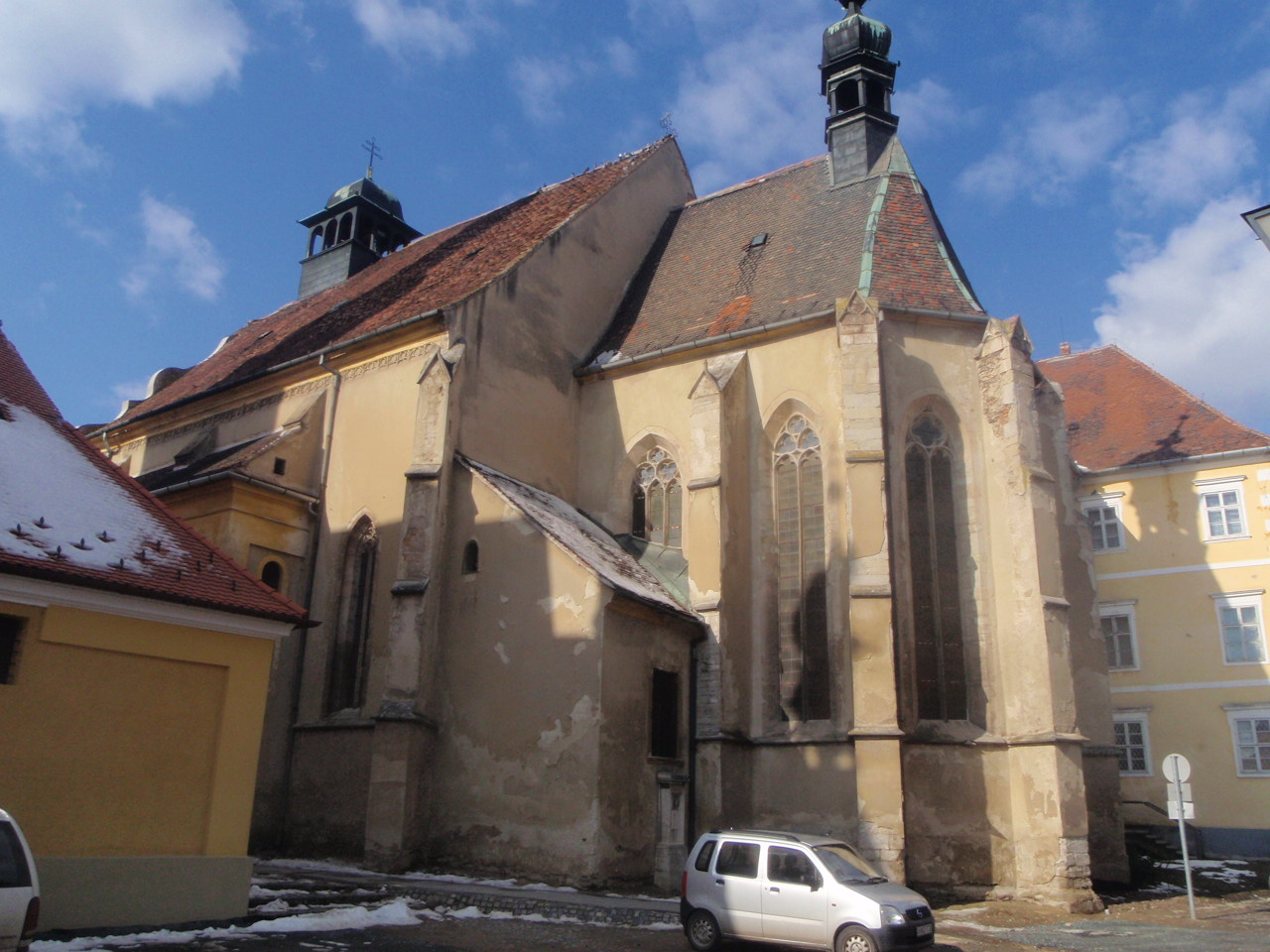
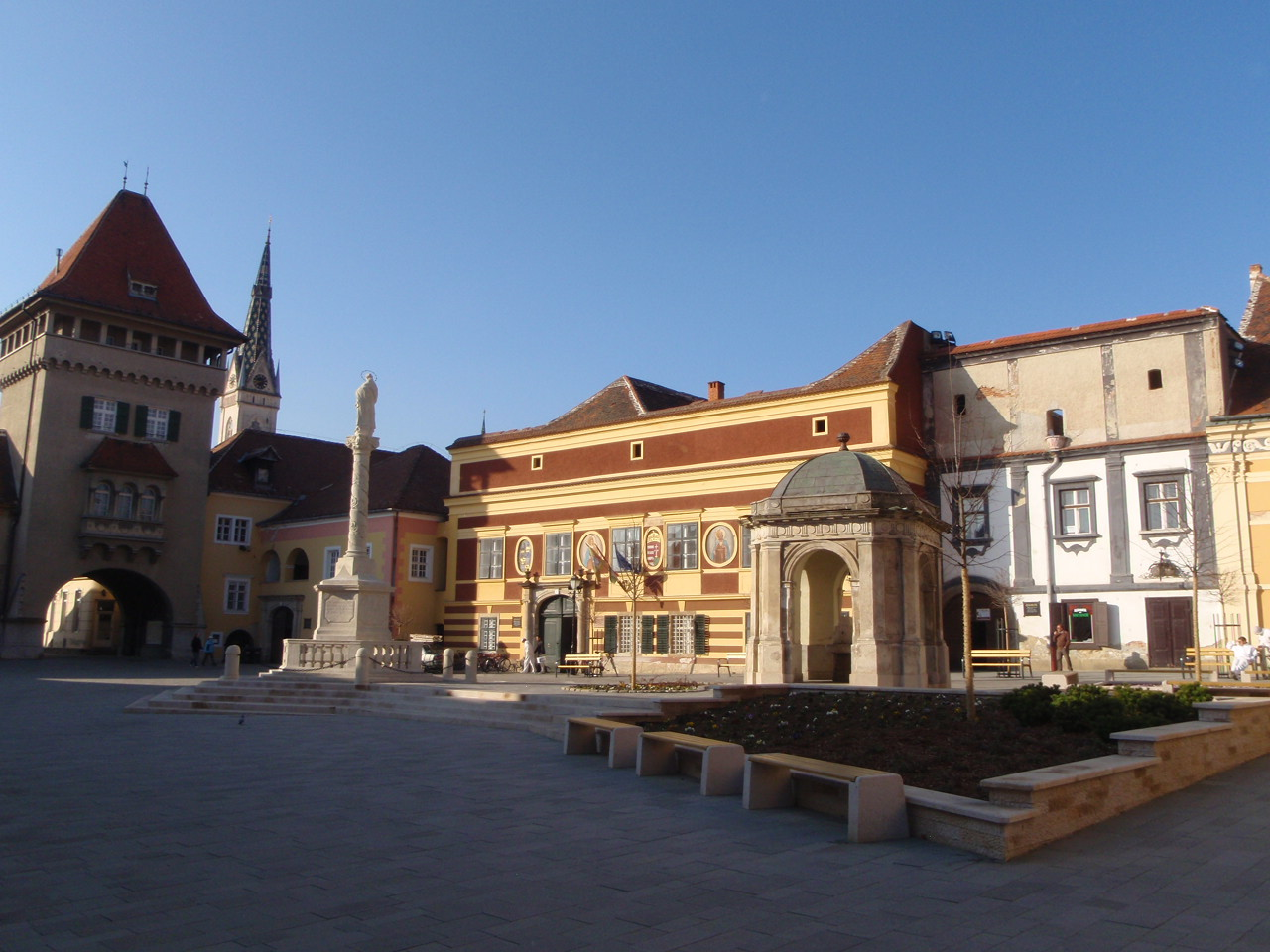
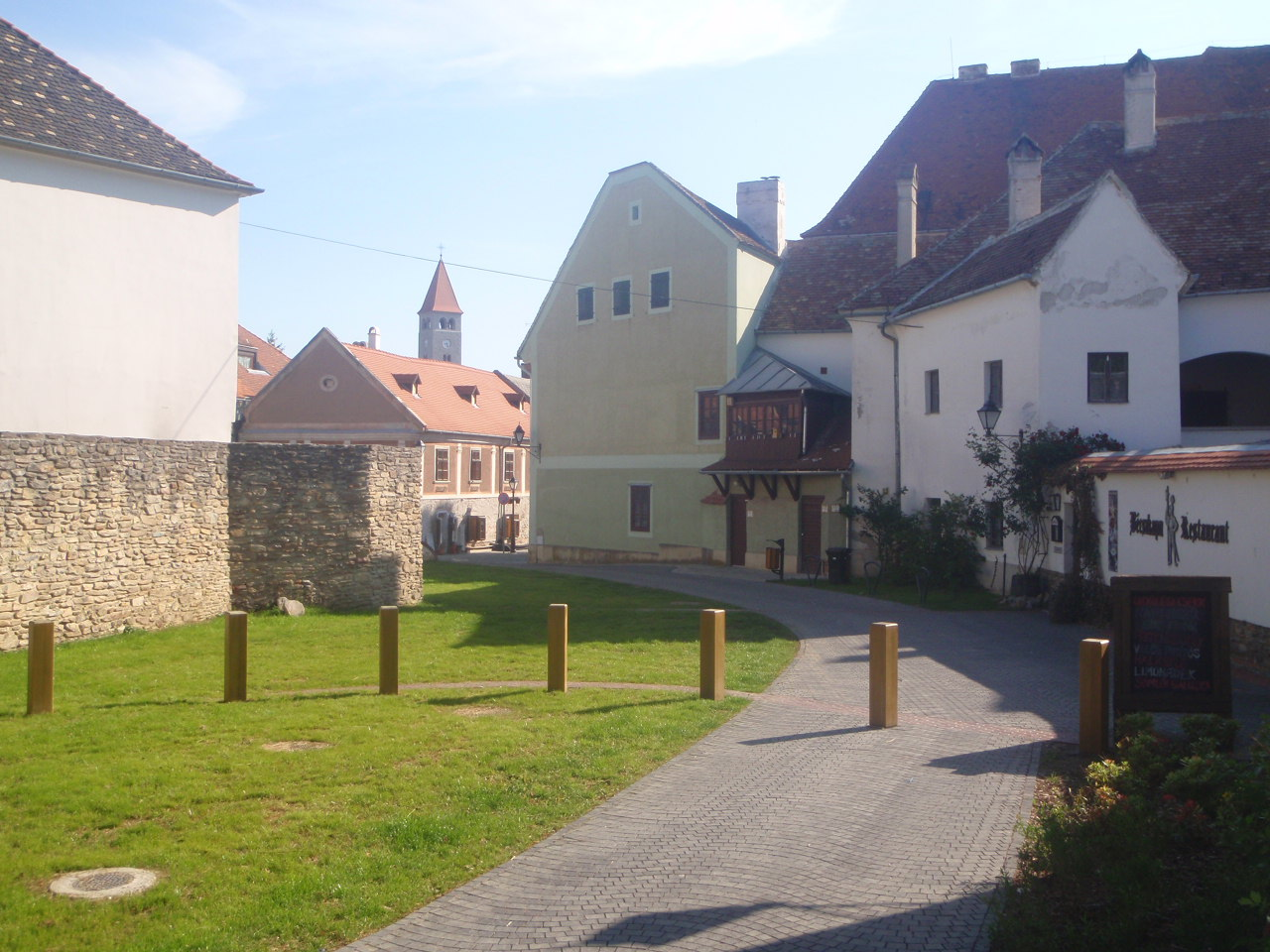
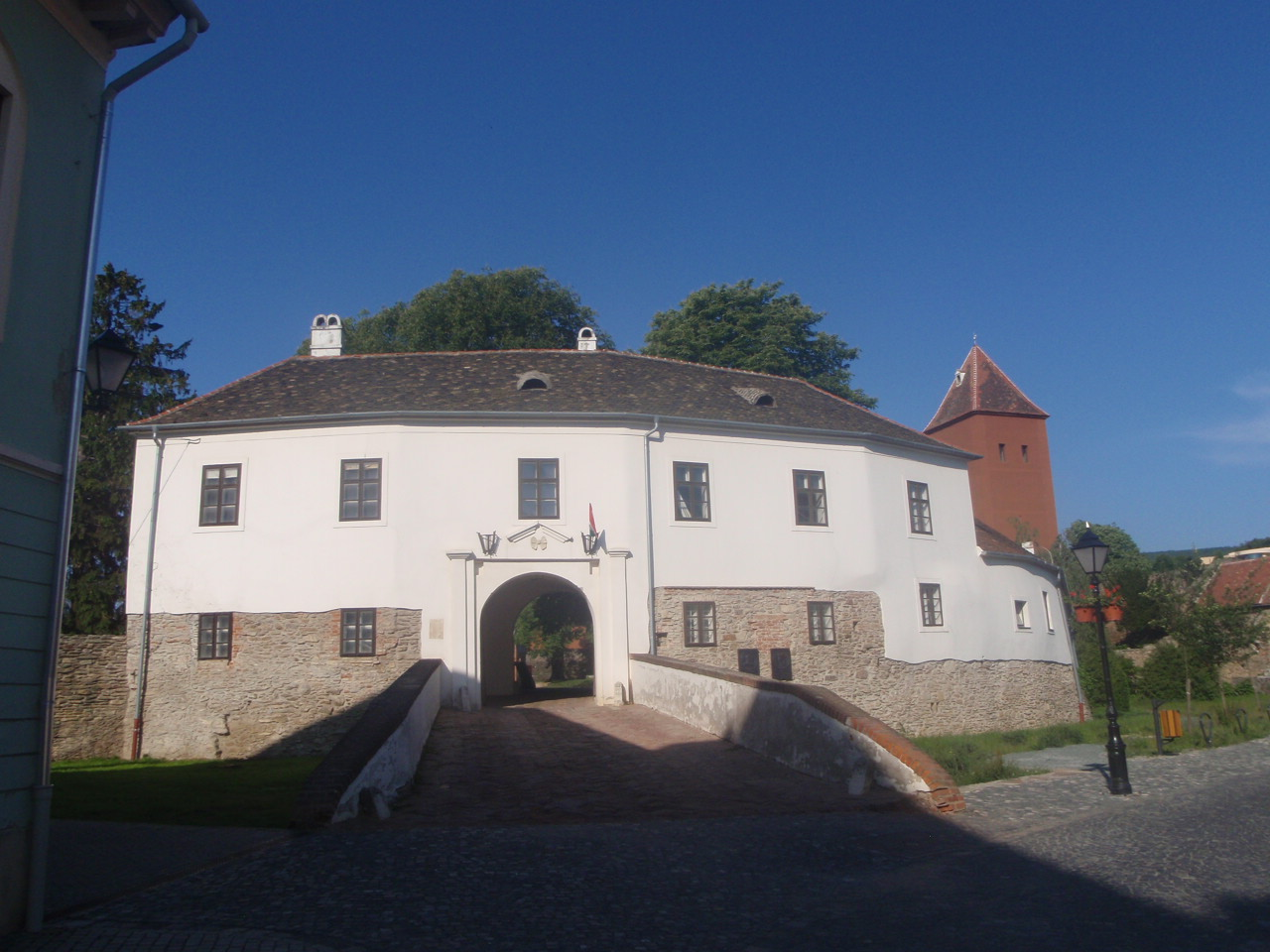

## Geboren
- Andreas Hadik von Futak (1710-1790), Hongaars veldmaarschalk
- András Arató (1945-), Hide the pain Harold

Altea · Bad Kötzting · Bellagio · Bundoran · Chojna · Granville · Holstebro · Houffalize · Judenburg · Karkkila · Kőszeg · Meerssen · Niederanven · Oxelösund · Preveza · Rovinj · Sesimbra · Sherborne · Sigulda · Sušice · Türi